# قتاد أشعث
القَتَاد الأشعث (باللاتينية: Astragalus hispidulus) نوع نباتي عشبي من جنس القتاد.

## البيئة والانتشار
موطنه مصر.

## مرادفات للاسم العلمي
- (باللاتينية: Astragalus biflorus Viv.)